# Alpaida chapada
Alpaida chapada Levi, 1988 è un ragno appartenente alla famiglia Araneidae.

## Etimologia
Il nome della specie deriva dal comune brasiliano di rinvenimento: Chapada dos Guimarães

## Caratteristiche
L'olotipo maschile rinvenuto ha dimensioni: cefalotorace lungo 3,7mm, largo 2,7mm; il primo femore misura 3,2mm e la patella e la tibia circa 4,0mm.

## Distribuzione
La specie è stata rinvenuta nel Brasile centrale: nel territorio del comune di Chapada dos Guimarães, appartenente allo stato del Mato Grosso.

## Tassonomia
Al 2014 non sono note sottospecie e dal 1988 non sono stati esaminati nuovi esemplari.